# Cold Steel (Messerhersteller)

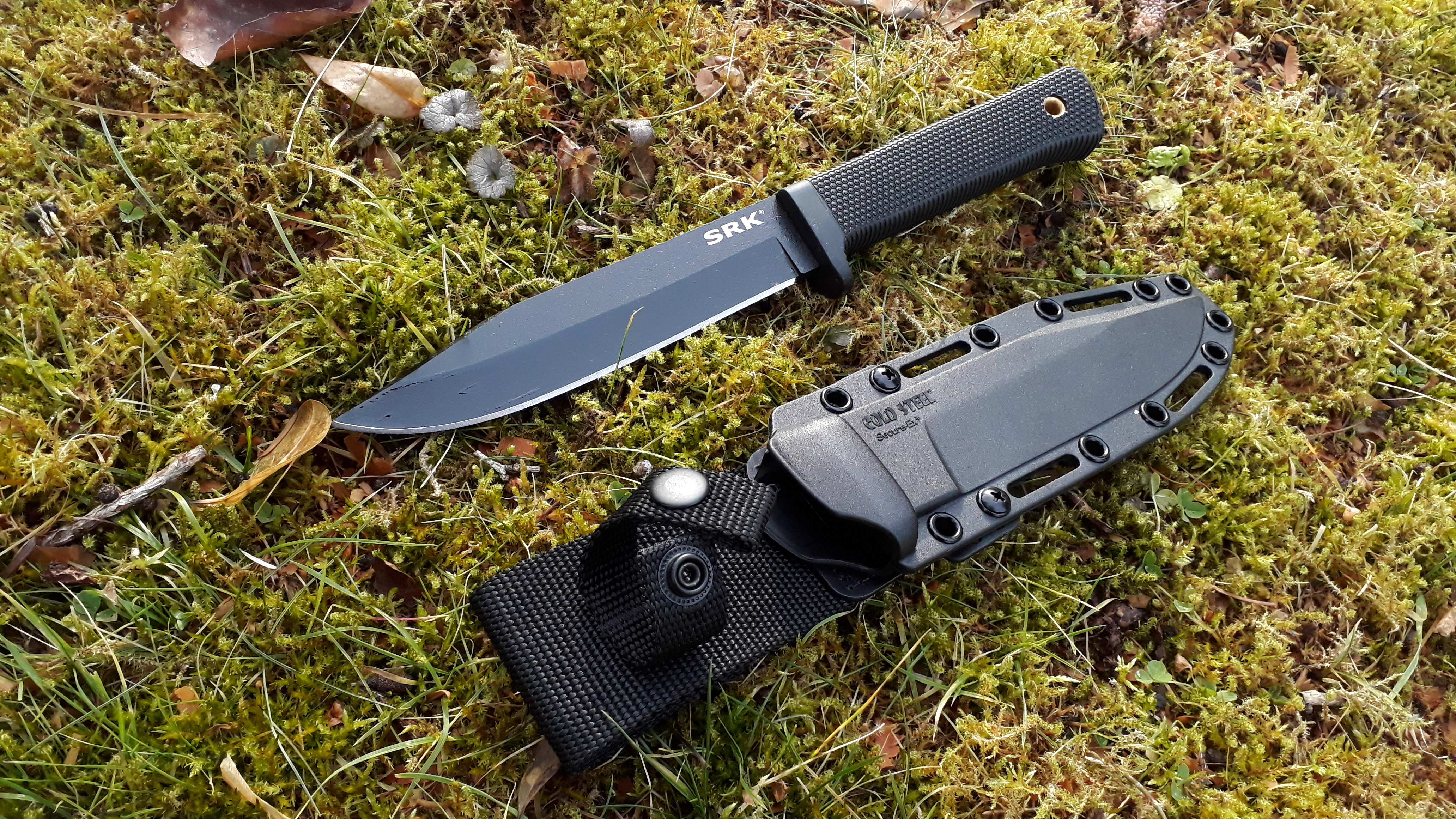
Ein Messer der Marke Cold Steel, Modell SRK.

Cold Steel ist ein amerikanischer Hersteller von Messern, Schwertern und Werkzeugen. Die Firma wurde 1980 von Lynn Thompson gegründet und hat ihren Sitz in Ventura in Kalifornien. Zu den bekanntesten Produkten gehören Bowiemesser und zahlreiche Schwerter.

## Vorgeschichte und Firmengründung
Der Firmengründer Lynn Thompson wuchs auf einer Farm im brasilianischen Bundesstaat Ceará auf. Seit seiner Kindheit benutzte er Messer in der Landwirtschaft und im Kampfsport. Er entschloss sein erstes Messer zu entwickeln, weil er mit der Qualität der in Brasilien verfügbaren Messer unzufrieden war. Im Jahre 1980 gründete er die Firma Cold Steel Incorporated in Kalifornien. Thompson ist Autodidakt und lernte das Messermachen durch Lektüre, praktische Erfahrung und Zusammenarbeit mit erfahrenen Messerschmieden. Er hat viele Modelle von Cold Steel entworfen, etwa das Trailmaster und das Tanto. Im Dezember 2020 gab Thompson den Verkauf von Cold Steel an die amerikanische Firma GSM Outdoors bekannt. Thompson erklärte, dass er weiterhin bei Cold Steel tätig bleiben möchte.

## Produkte
Cold Steel fertigt Taschenmesser und feststehende Messer. Die Produktion findet hauptsächlich in Taiwan und Japan statt, aber auch in China, den Vereinigten Staaten und Italien. Das Ziel des Firmengründers Lynn Thompson ist es, Messer mit einem hohen Nutzwert zu entwickeln. Thompson kritisiert, dass viele Messerhersteller mehr Wert auf Design als auf Schneideleistung, komfortable Handhabung und Sicherheit legen.

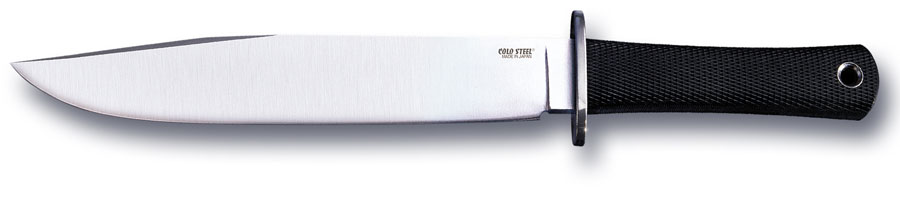
Cold Steel Trailmaster

Zu den Messern mit feststehender Klinge gehören Jagdmesser, Messer für den Kampfeinsatz und Repliken historischer Messer. Zu den bekanntesten Messern der Firma gehören das Bowiemesser Trailmaster, das Überlebens- und Rettungsmesser SRK und verschiedene Dolche. Viele Messer wie die Khukuris sind nach dem Vorbild traditioneller und historischer Messerformen aus aller Welt entworfen. Sie verbinden traditionelles Design mit den Vorteilen moderner Materialien und kostengünstiger Massenproduktion. Die meisten feststehenden Messer werden mit einer Kunststoff-Scheide verkauft, die für den militärischen Gebrauch geeignet ist. Außer Messern fertigt Cold Steel auch Repliken von verschiedenen Schwertern sowie Degen, Äxte, Speere und Macheten.
Viele Taschenmesser der Firma verfügen über den Tri-Ad-Lock, einen exklusiv von Cold Steel entwickelten Verriegelungs-Mechanismus für Klappmesser. Er basiert auf dem bekannten Backlock und wird von der Firma als robusteste Verriegelung für Klappmesser vermarktet. In zahlreichen Videos demonstriert Cold Steel die Stärke des Tri-Ad-Locks.

## Stähle
Cold Steel verwendet verschiedene Messerstähle. Eine Besonderheit ist der sogenannte San-Mai-III-Stahl, bei dem zwei Stähle mit unterschiedlichen Eigenschaften zu einer Klinge geschmiedet werden.
1055
1055 ist ein Stahl mit einem Kohlenstoffgehalt zwischen 0,5 und 0,6 %. Er kann von 60 bis 64 auf der Rockwell-Skala gehärtet werden und besitzt eine hohe Schlagzähigkeit. Er wird für Schwerter, Äxte und große, feststehende Messer verwendet.
SK-5
SK-5 ist ein japanischer Stahl mit 0,75 bis 0,85 % Kohlenstoffgehalt. Er wird bis 65 auf der Rockwell-Skala gehärtet und ist sehr abriebfest. Er wird für große, feststehende Messer verwendet.
San-Mai-III
San-Mai-III ist ein rostfreier Stahl aus Japan, aus dem feststehende Messer gefertigt werden. Klingen aus San-Mai-III sind wie ein Sandwich ausgebaut: Die Seiten der Klinge bestehen aus weichem 420J Stahl, der rostträge und nicht bruchempfindlich ist (Rockwell-Härte 55). Der Kern der Klinge, aus dem die Schneide besteht, wird aus hartem VG-1 Stahl gefertigt, der abriebfest ist und lange scharf bleibt (Rockwell-Härte 61). Auf diese Weise erhält man eine Klinge, die die positiven Eigenschaften eines weicheren Stahls mit den Vorteilen eines harten Messerstahl verbindet.

## Klingenformen

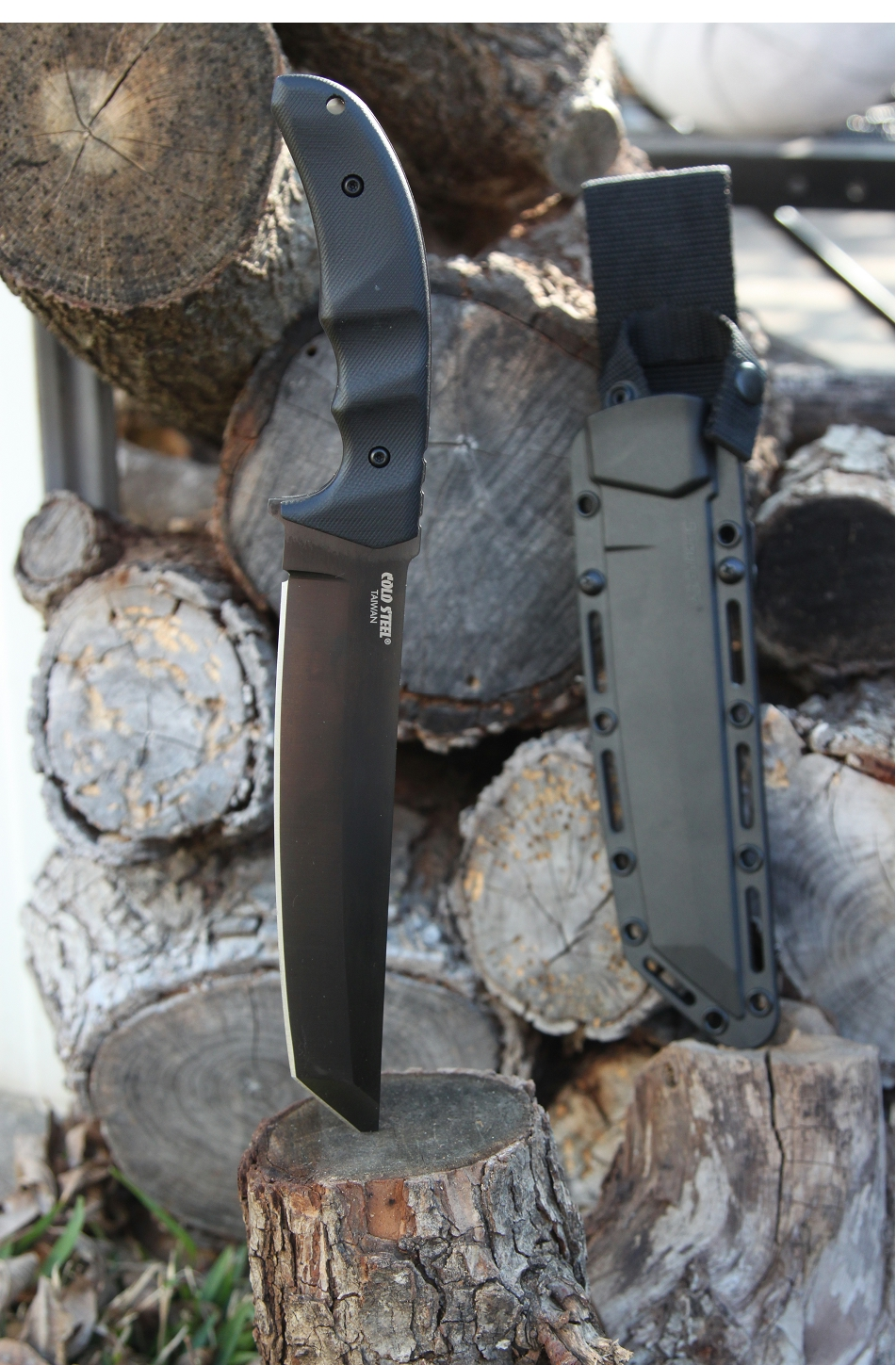
Cold Steel Messer mit Tanto-Klinge und Secure-Ex® Scheide

Die bekannteste Klingenform von Cold Steel ist das American Tanto. Die Klingenform ist alten japanischen Schwertern nachempfunden und wird bei den Militärmessern der Firma verwendet. Die primäre und sekundäre Schneide sind im 45° Winkel voneinander abgesetzt, primäre Schneide und Klingenrücken verlaufen fast parallel. Diese Klingenform verfügt über eine extrem robuste Spitze und ist als Hieb- und Stichwaffe für den Nahkampf geeignet.

## Marketing
Cold Steel ist für seine Werbevideos bekannt, in denen die Leistungsfähig der Produkte demonstriert wird. In den Videos zerschneiden Thompson und seine Mitarbeiter Seile, große Fleischstücke, Kleidung und andere Alltagsgegenstände, um die Widerstandsfähigkeit und Schärfe der Messer zu zeigen. Messer von Cold Steel sind oft in Kinofilmen und Fernsehserien zu sehen.